# Vuelta al Táchira 2007
Die 42. Vuelta al Táchira fand vom 7. bis zum 21. Januar 2007 in Venezuela statt. Das Straßenradrennen wurde in vierzehn Etappen und einem Ruhetag über eine Distanz von 1892 Kilometern ausgetragen. Es gehörte zur UCI America Tour 2007 und war dort in die Kategorie 2.2 eingestuft.
Gesamtsieger des Etappenrennens wurde der Kolumbianer Hernán Buenahora von Gobernación del Zulia - Alcaldía de Cabimas vor seinem venezolanischen Teamkollegen Manuel Medina, der seinen Vorjahrestitel nicht verteidigen konnte. Dad Podium wurde komplettiert von Medinas Landsmann Jackson Rodríguez (Loteria Del Tachira-Banfoandes).

## Teilnehmer
Am Start standen Teams aus Kolumbien, Kuba, Italien, Mexiko und Venezuela, darunter eine Nationalmannschaft. Insgesamt nahmen zwanzig Teams teil.
| Gobernación del Zulia - Alcaldía de Cabimas Gobernación De Lara Trecolli-BonoGob.N.De Sant. | Alcaldía de San Cristóbal Fundacíon José Rujano Flor de Caña Ayacucho - Colón                       | Triple Gordo Kino Tachira-Banfoandes Fundela-Café Flor De Patria    |                                            |
| Retromaquinas Ltda.-Cucuta Loteria Del Tachira-Banfoandes Alcaldia De Cabimas Bod           | C.Cord.-F. C. Maya-Alc.A.A.-Gob.Merida Selle Italia-Diquigiovanni Exp. Occid.Alc. Bol.Paez-Corp.Pdm | Alc. Bol. Paez-Exp.Occid-Corp.Pdm Tecos-UAG Kuba Nationalmannschaft | Ejercito Gob. Barinas PDVSA Jalisco-Mexico |

## Etappen
| Etappe | Tag        | Start–Ziel                            | km     | Typ                   | Etappensieger              | Gesamtführender   |
| ------ | ---------- | ------------------------------------- | ------ | --------------------- | -------------------------- | ----------------- |
| 1.     | 7. Januar  | Rundkurs Barquisimeto                 | 112,5  | Flachetappe           | Alberto Loddo              | Alberto Loddo     |
| 2.     | 8. Januar  | El Tocuyo – Quibor - El Tocuyo (MZF)  | 46     | Mannschaftszeitfahren | Lotería Tàchira-Banfoandes | José Chacón       |
| 3.     | 9. Januar  | Carora - Valera                       | 151,2  | Flachetappe           | Juan Murillo               | José Chacón       |
| 4.     | 10. Januar | Ejido – La Azulita                    | 112    | Bergetappe            | Hernan Buenahora           | Hernan Buenahora  |
| 5.     | 11. Januar | La Azulita – Bailadores               | 119,3  | Bergetappe            | José Serpa                 | Hernan Buenahora  |
| 6.     | 12. Januar | El Vigía – La Grita                   | 182,8  | Bergetappe            | Manuel Medina              | Hernan Buenahora  |
| 7.     | 13. Januar | Seboruco – Cerro del Cristo Rey       | 129    | Mittelgebirgsetappe   | Freddy Vargas              | Hernan Buenahora  |
| 8.     | 14. Januar | Rundkurs San Cristóbal                | 121,92 | Flachetappe           | Manuel Medina              | Hernan Buenahora  |
| R      | 15. Januar | Ruhetag                               |        | Ruhetag               |                            | Hernan Buenahora  |
| 9.     | 16. Januar | Táriba - Pregonero                    | 188    | Mittelgebirgsetappe   | Francisco Colorado         | Hernan Buenahora  |
| 10.    | 17. Januar | Pregonero – San Antonio               | 229,4  | Mittelgebirgsetappe   | Walter Pedraza             | Jackson Rodríguez |
| 11.    | 18. Januar | Cordero - El Cobre                    | 145    | Mittelgebirgsetappe   | César Salazar              | Hernan Buenahora  |
| 12.    | 19. Januar | San José de Bolívar – Queniquea (EZF) | 12,9   | Zeitfahren            | Hernan Buenahora           | Hernan Buenahora  |
| 13.    | 20. Januar | Rubio - Cordero                       | 157,36 | Hügelsetappe          | Arnold Alcolea             | Hernan Buenahora  |
| 14.    | 21. Januar | El Piñal - Rubio                      | 149,5  | Mittelgebirgsetappe   | César Salazar              | Hernan Buenahora  |